# 13408 Deadoklestic
13408 Deadoklestic este un asteroid din centura principală de asteroizi.

## Descriere
13408 Deadoklestic este un asteroid din centura principală de asteroizi. A fost descoperit pe 10 octombrie 1999 la Višnjan de Mario Jurić și Korado Korlević. Asteroidul prezintă o orbită caracterizată de o semiaxă mare de 2,42 ua, o excentricitate de 0,18 și o înclinație de 3,4° în raport cu ecliptica.